# 小頭畸形
小頭畸形（英語：Microcephaly），又稱小頭症，是一種神經發育障礙（neurodevelopmental disorder），指一個人的頭圍相對於其年齡與性別的平均值小三個標準差以上的狀況。小頭畸形可能是天生的，也可能會在生命的最初幾年出現。多種的發展狀況或染色體異常都可造成小頭畸形。若正好遺傳到一眾「小頭基因」（microcephalin）中的其中一種的兩份失能等位基因的話也會造成小頭症。不過小頭畸形目前也被懷疑可能經由病毒感染產生，目前小頭症已經證實與茲卡病毒具有因果關係。
一般而言，有小頭症的人的預期壽命會縮短，而大腦功能方面也很難趨於正常。患者的預後依其所呈現的異常之處而有所不同。

## 成因
小頭畸形是一種頭部發展疾病（cephalic disorder）。一些小頭畸形可能是由基因引起的。有研究指出，在某些方面，自閉症、染色體重複和巨頭畸形彼此相關；而在另一方面，精神分裂症、染色體缺失和小頭畸形彼此相關。

### 小腦畸形
因為頭的大小很大程度取決於腦的大小，故小腦症畸形（microencephaly）有時亦會被用於討論小頭症。

### 其他成因
小頭畸形亦可與其他只是間接與神經系統相關的成因有關：
- 酒精（導致胎兒酒精症候群）
- 单纯疱疹
- 糖尿病
- 水痘－帶狀皰疹病毒（水痘）
- 風疹（德國麻疹）
- 巨細胞病毒（Cytomegalovirus）
- 輻射
- 弓蟲症
- 兹卡病毒

在日本廣島與長崎原子彈爆炸後，一些當時接近原爆點的孕婦所生的小孩出現了小頭畸形。在原爆後存活下來且距離原爆點少於1.2公里的懷胎11至17周的十一個孕婦中，有七個其小孩出現小頭畸形。小頭症是唯一已證實在廣島和長崎的小孩中存在的先天異常。

## 患者外觀
受影響的新生兒常有著許多的神經缺陷及癲癇發作（seizure）。嚴重的智能發展缺陷是常見的，但運動機能（motor function）的障礙可能要到較後來才會展現。
有著小頭畸形的嬰兒在出生時有著正常或較小的頭圍。之後頭部生長遲緩而臉部則以正常速率發展，以致患童有著一個較小額頭的小頭及寬鬆且常出現皺紋的頭皮。在患童長大後，儘管患者常常較瘦且較一般矮上許多，但其頭部大小較小的態勢會變得更加明顯。運動機能和說話機能的發展可能會遲緩。過動和智能缺陷在患者身上是常見的，然程度因人而異。驚厥（Convulsion）也是可能出現的。患者的運動機能因人而異，一些患者可能動作笨拙，而其他一些患者則可能有痙攣型四肢麻痺（spastic quadriplegia）。

## 預後
小頭症沒有特定的疗法。其療法是針對症狀且支持性的。

## 歷史
小頭畸形患者在十九世紀與二十世紀前期時，在北美和歐洲常被售予畸形秀業者，在彼處他們常被冠以「針頭」（pinhead）的稱號。此外，許多小頭症患者也被以不同物種（如被稱為monkey man等）或「失落的環節」之名呈現。知名的例子有針頭茲普（儘管他可能沒有小頭畸形）和曾出現於1932年的電影《Freaks》中的針頭施利茲等。這些人物被認為影響了比爾‧高里菲斯（Bill Griffith）的連載漫畫的角色針頭茲皮（Zippy the Pinhead）的塑造。

## 腳註與參照
1. ↑  Crespi B, Stead P, Elliot M. . Proc. Natl. Acad. Sci. U.S.A. January 2010, 107 (Suppl 1): 1736–41  [2013-03-01]. PMC 2868282 . PMID 19955444. doi:10.1073/pnas.0906080106. （原始内容存档于2013-01-21）.
2. ↑  . Nature. September 2008, 455 (7210): 237–41. PMID 18668038. doi:10.1038/nature07239.
3. ↑  Dumas L, Sikela JM. . Cold Spring Harb. Symp. Quant. Biol. 2009, 74: 375–82. PMC 2902282 . PMID 19850849. doi:10.1101/sqb.2009.74.025.
4. ↑  David D. Weaver; Ira K. Brandt. . JHU Press. 1999: 104  [2012-03-25]. ISBN 978-0-8018-6044-7. （原始内容存档于2013-05-28）.
5. ↑  .   [2013-03-01]. （原始内容存档于2009-05-25）.
6. ↑  .   [2013-03-01]. （原始内容存档于2012-11-02）.
7. ↑  Mateen FJ, Boes CJ. . Neurology: 2028–32. PMID 21115959. doi:10.1212/WNL.0b013e3181ff9636.
8. ↑  ".   [2013-03-01]. （原始内容存档于2013-05-07）.?" 16 October 2010.
9. ↑  ".   [2013-03-01]. （原始内容存档于2013-04-23）.?" 16 October 2010.
10. ↑  Interview with Bill Griffith, Goblin Magazine 1995 （页面存档备份，存于）, transcribed on zippythepinhead.com; accessed Feb. 13, 2013

## 外部連結
- 美國國家神經疾病及中風研究院上有關microcephaly的資料

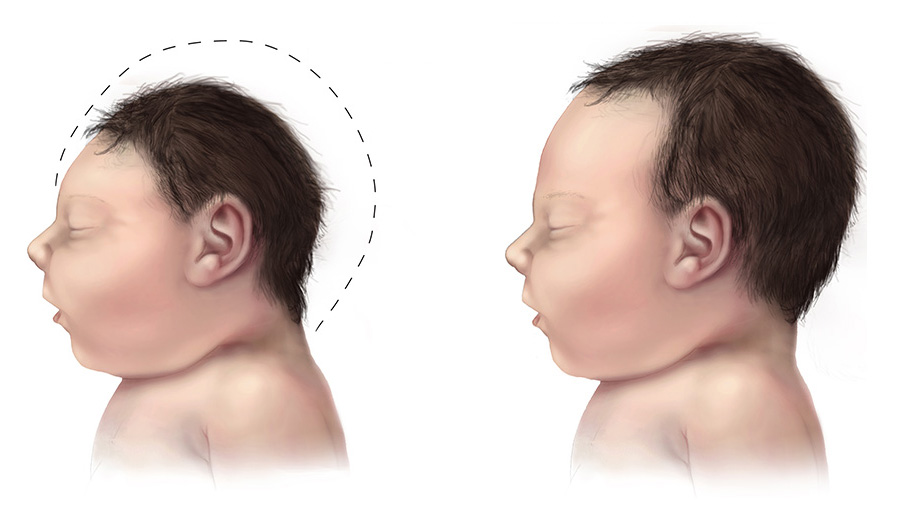
小頭畸形（左）與一個正常大小頭部的嬰兒相比

- Microcephaly Support Group （页面存档备份，存于）
- The Rat People of Pakistan （页面存档备份，存于）
- NINDS Overview
- Schlitzie The Pinhead
- （页面存档备份，存于）